# Neronův cirkus

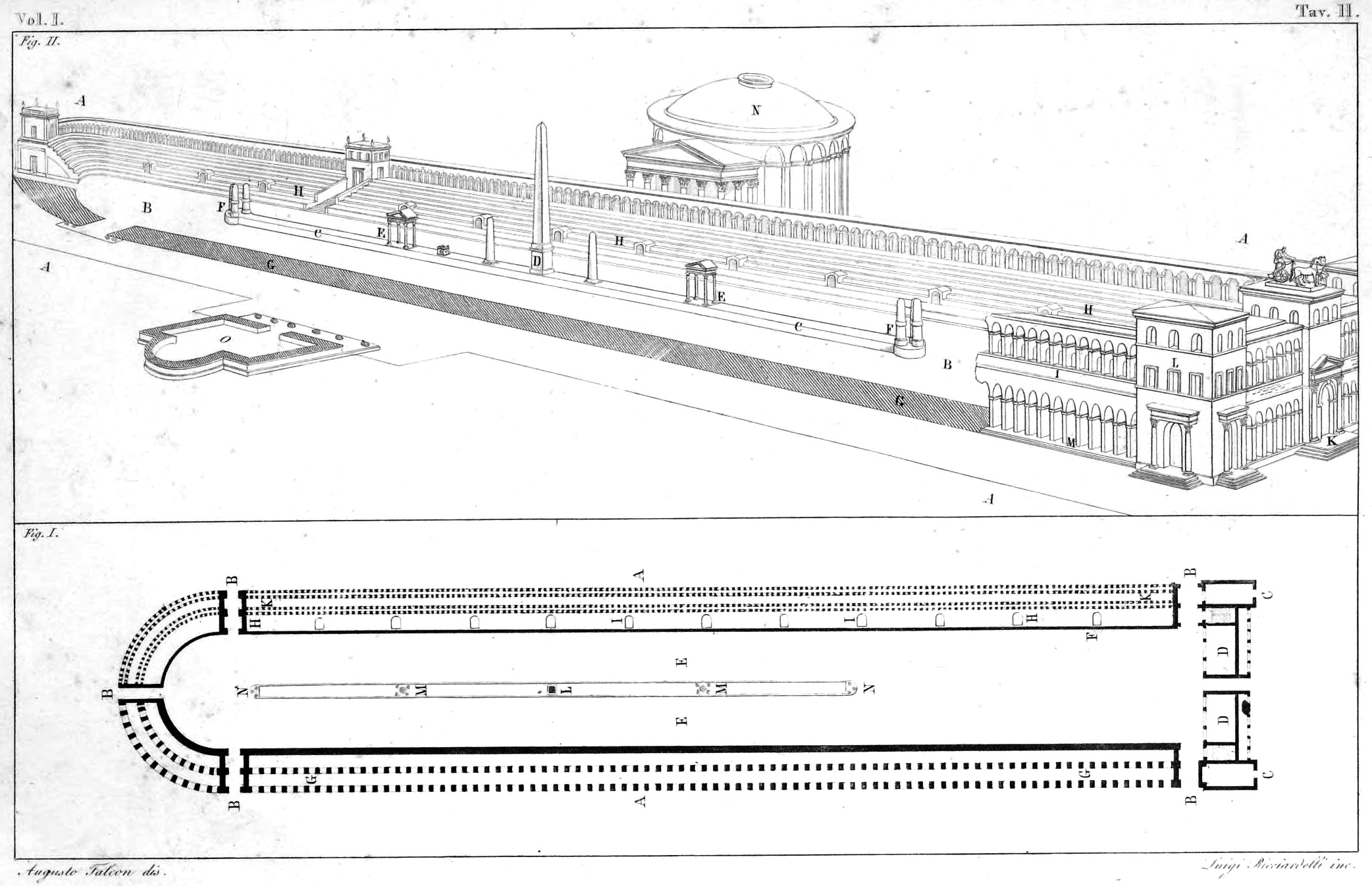
Rekonstrukce vzhledu Neronova cirku

Neronův cirkus (latinsky Circus Gai et Neroni, též Circus Vaticanus) bylo venkovní sportoviště (cirkus) v antickém Římě, které se nacházelo na pravém břehu řeky Tibery přibližně v prostoru dnešní baziliky svatého Petra ve Vatikánu. Antická stavba byla výstavbou baziliky zcela zničena. Jejím jediným pozůstatkem je obelisk egyptského původu, přesunutý v 16. století do středu Svatopetrského náměstí.

## Dějiny
Neronův cirkus byl vystavěn v místě, zvaném Vatikánské pole (latinsky Campus Vaticanus nebo Ager Vaticanus) pod Vatikánským pahorkem (latinsky Mons Vaticanus), které se rozkládalo v těsném sousedství starověkého Říma, ale ještě v dobách pozdního císařství zůstávalo vně Aurelianových hradeb. Tato bažinatá oblast na pravém břehu Tibery byla tradičně vnímána jako nezdravá, nebezpečná a zlověstná. Její špatnou pověst zaznamenal Tacitus ještě v roce 69, když popisoval osud severní armády, jež dorazila do Říma, aby instalovala císaře Vitellia: „Velká část armády se utábořila v nezdravých okresech Vatikánu, což mělo za následek mnoho úmrtí mezi běžnými vojáky. Neschopnost Galů a Germánů snášet teplé počasí vedla k tomu, že dychtivě pili z místního potoka, a stali se snadnou kořistí nemoci“.
V té době se však již pod Vatikánským pahorkem nacházely okázalé zahrady se soukromou rezidencí (latinsky Horti Agrippinae), které zde nechala vybudovat římská patricijka Agrippina starší. Rozkládaly se přibližně v prostoru mezi dnešní nemocnicí Santo Spirito (italsky Ospedale di Santo Spirito) a Svatopetrským náměstím. Nálezy olověného vodovodního potrubí s nápisem „Iulia Augusta“ v prostoru ulice Piazza Pia ovšem naznačují, že o vysušení mokřadů a o jejich přeměnu na patricijské zahrady usilovala již dříve Livia Drusilla (zvaná též Julia Augusta), manželka císaře Augusta a babička Agrippinina manžela Germanica. Podle archeologických výzkumů z let 1959 a 1999 se zde nacházely nákladné stavby, vybavené architektonickými prvky z nejrůznějších druhů mramoru, bohatě zdobeného řezbami a místy i polychromní malbou. Stěny byly opatřeny freskami s motivy stromů, ptáků, květin i stylizované architektury.

Pozemky zdědil roku 33 n. l. Agrippinin syn, císař Caligula, který zde přímo nad břehem Tibery, v místech dnešní ulice Piazza Pio vystavěl rozlehlou terasu s monumentálním portikem, poskytujícím výhled na řeku i na celý Řím. Na opačné straně zahrad zahájil v roce 40 n. l. stavbu soukromé arény pro závody vozatajů. Proslavil ji však až o 20 let později císař Nero, proto bývá označována jako Neronův cirkus, případně je nazývána jmény obou vládců jako Circus Gai et Neronis.

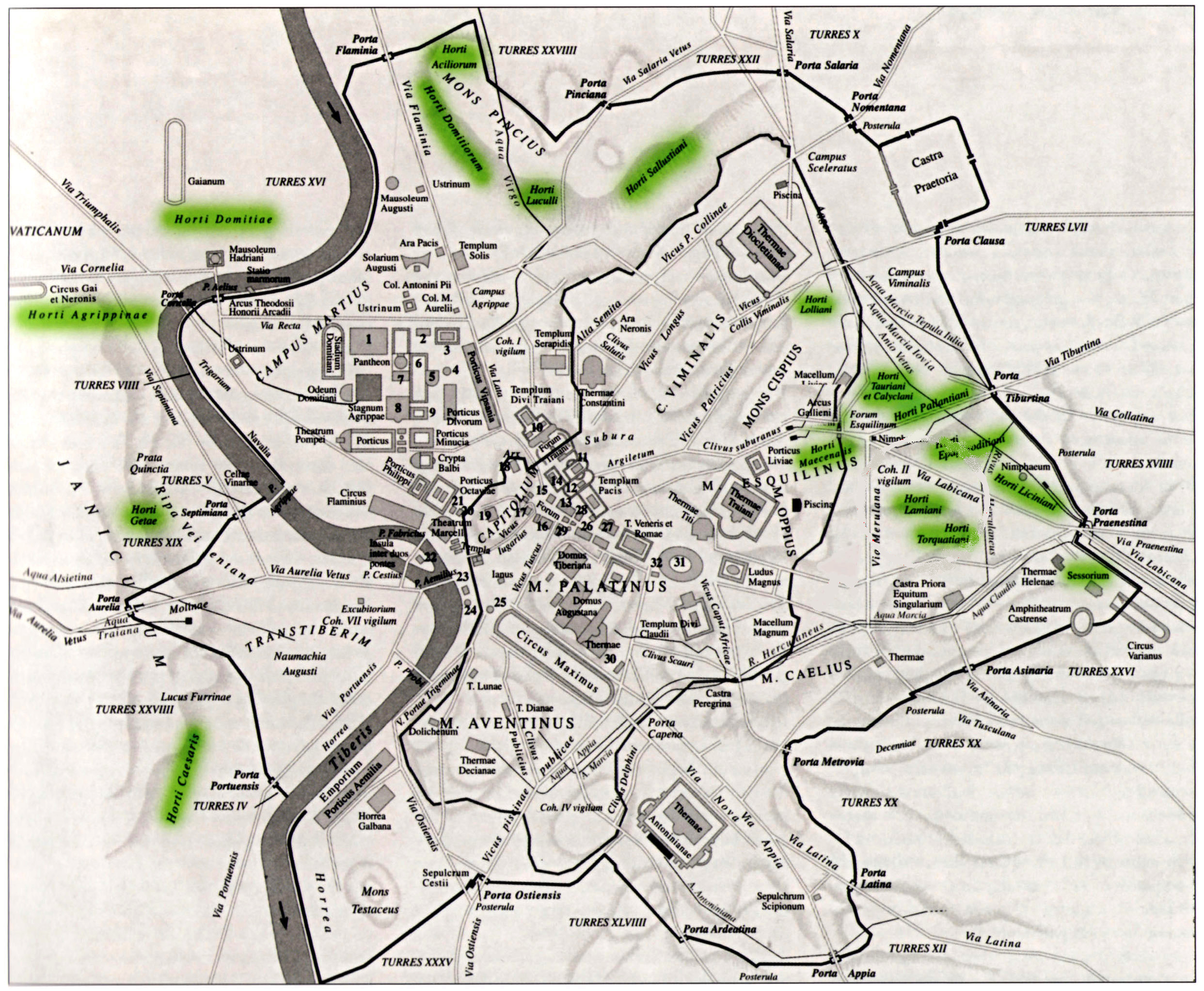
Horti Aggripinae a Neronův cirkus na mapě antického Říma
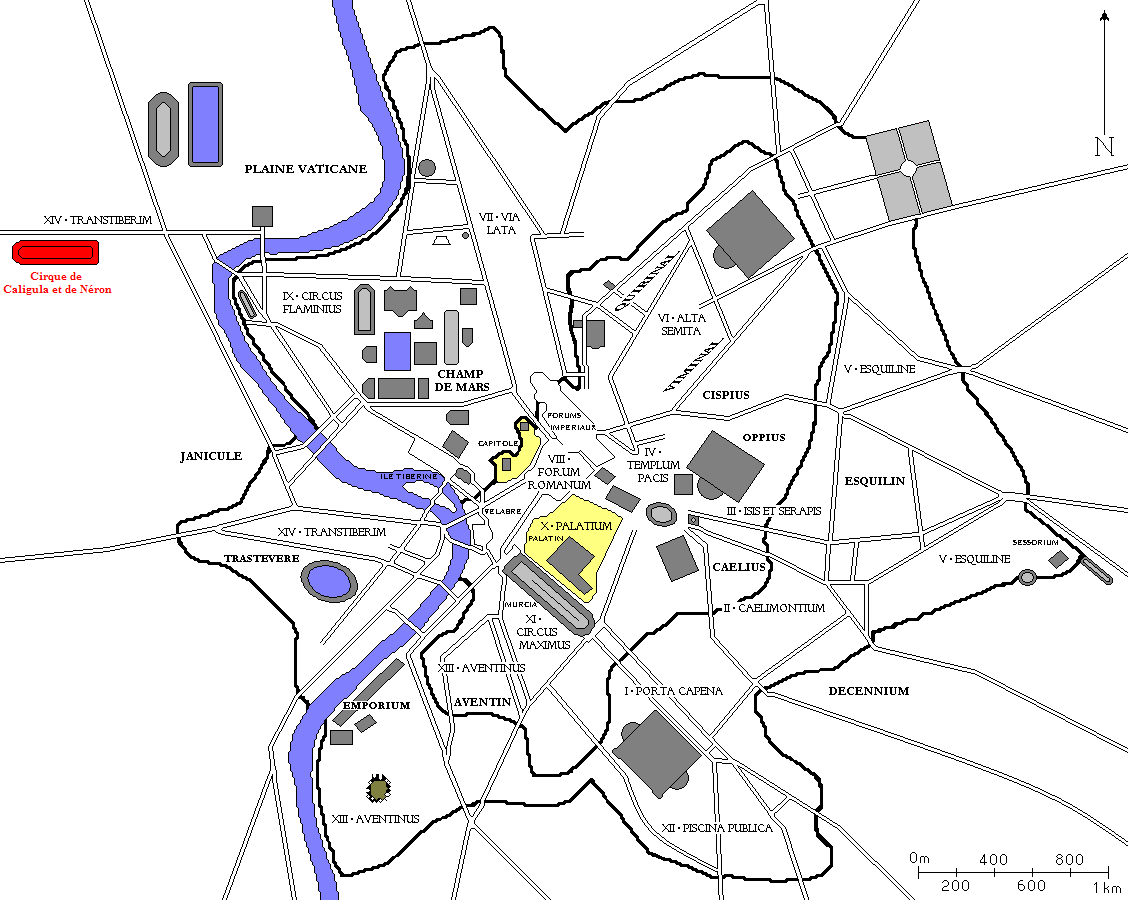
Via Cornelia při severní zdi Neronova cirku na mapě antického Říma
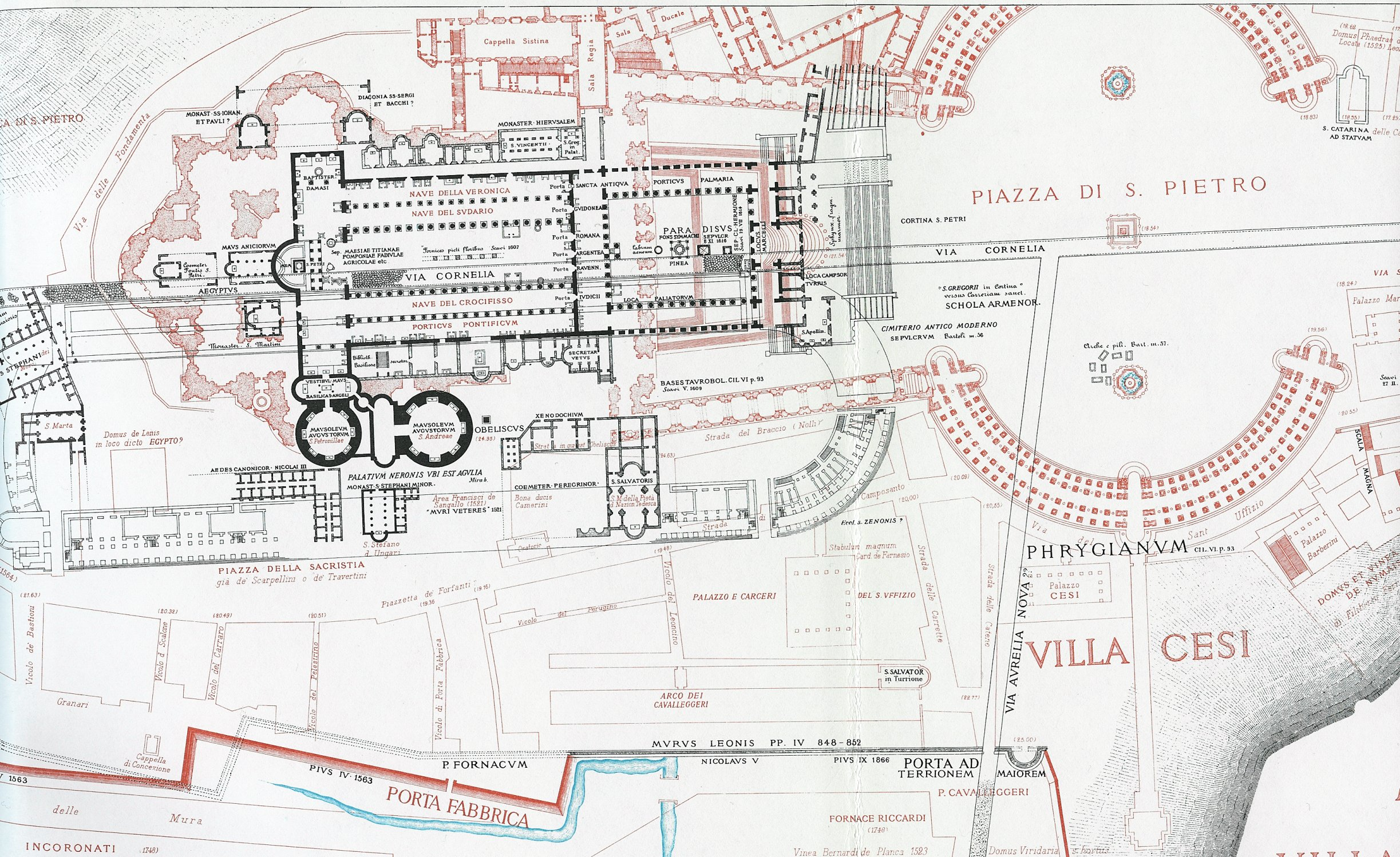
Starší rekonstrukce umístění Neronova cirku v prostoru Baziliky svatého Petra (1893–1901)
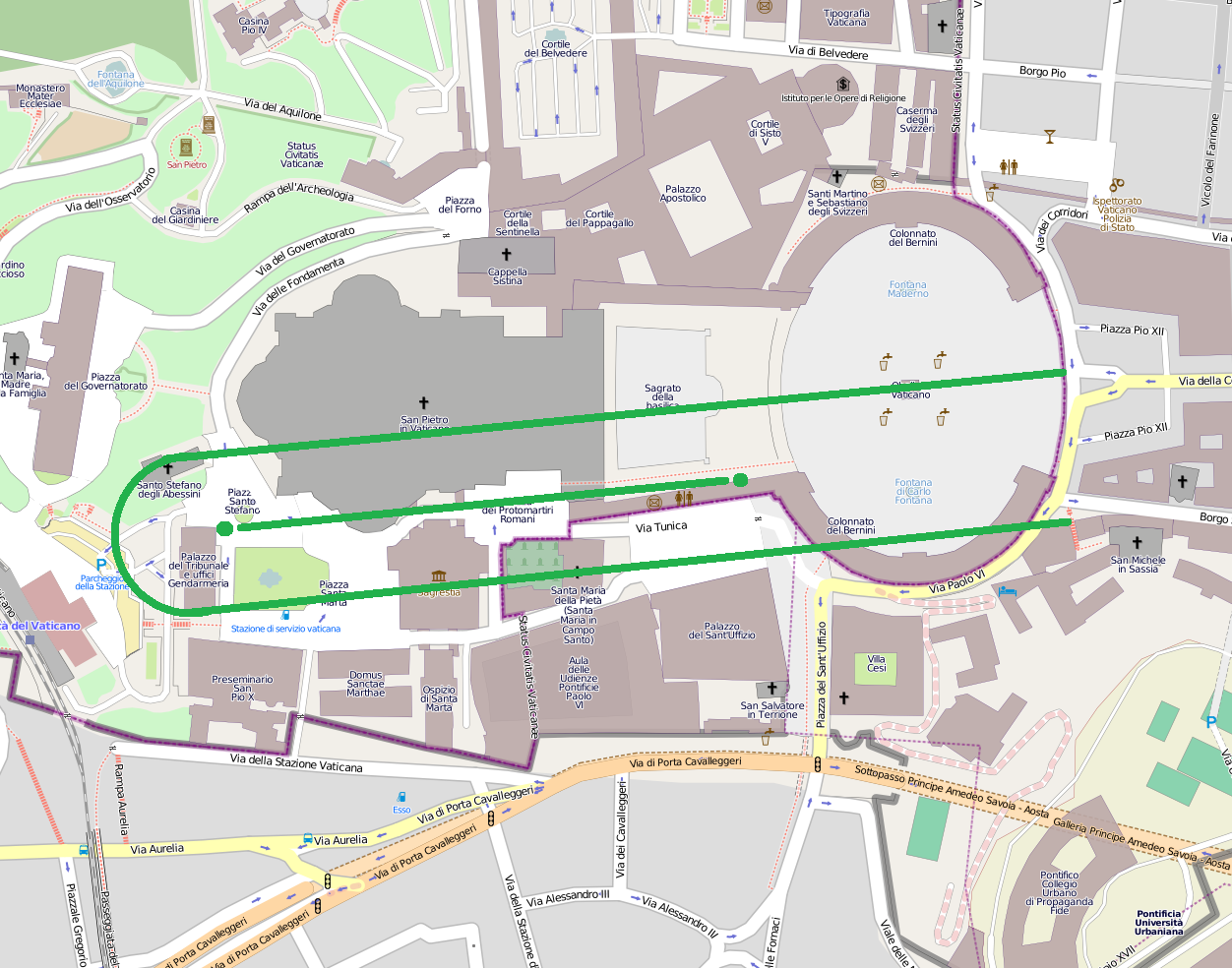
Současná rekonstrukce umístění Neronova cirku v prostoru Baziliky svatého Petra
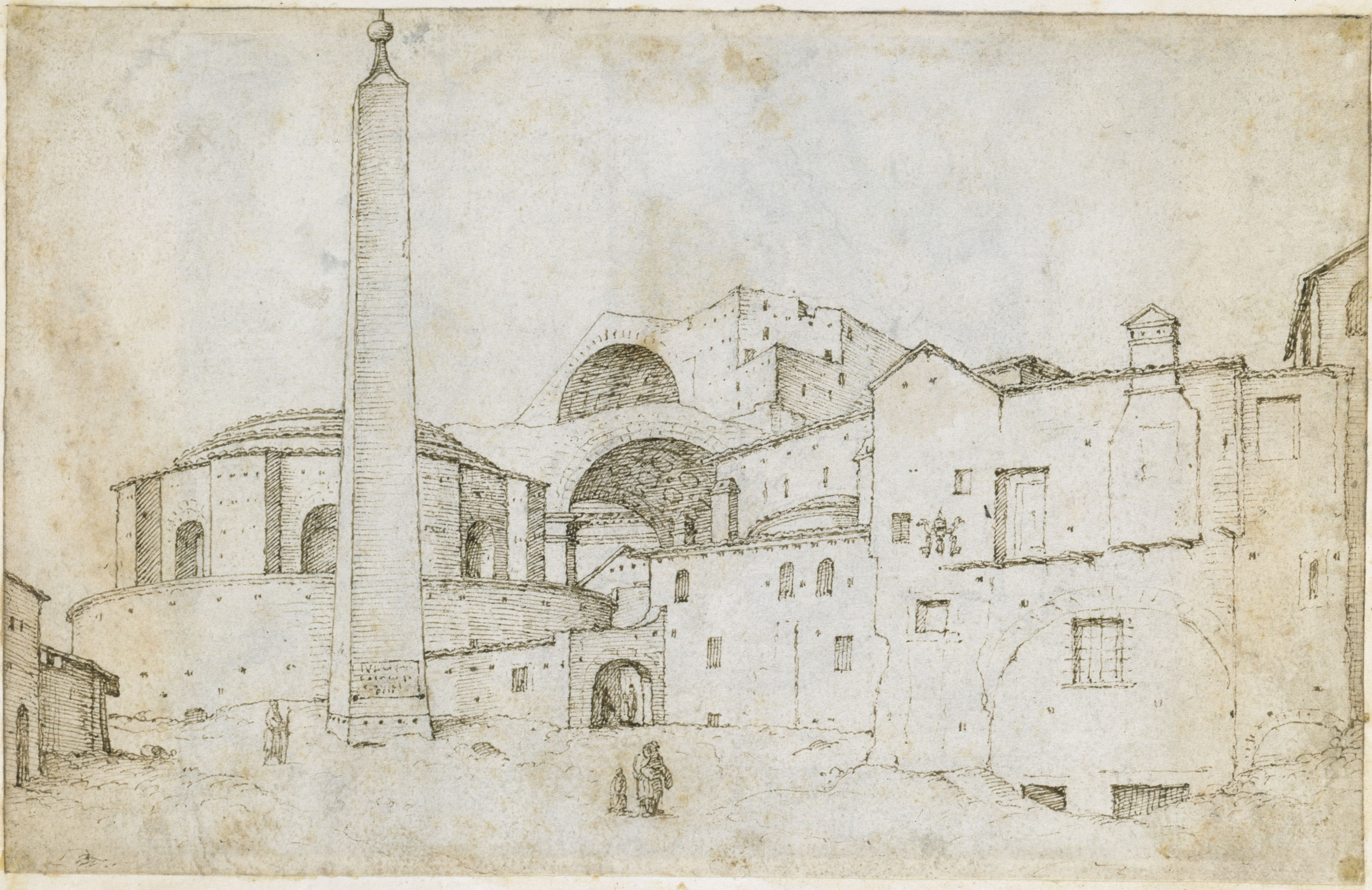
Vatikánský obelisk na původním místě před přesunem na Svatopetrské náměstí (1532–1536)
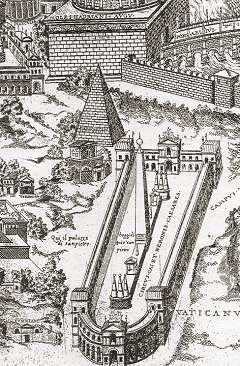
Rekonstrukce Neronova cirku na mapě z roku 1561

V roce 65 n. l. se cirkus stal místem mučení a masových poprav křesťanů, kteří byli obviněni z Velkého požáru Říma. Právě při této příležitosti zde měl být ukřižován též svatý Petr. Jeho ostatky pak byly uloženy nedaleko, na hřbitově podél cesty Via Cornelia při severní zdi Neronova cirku.

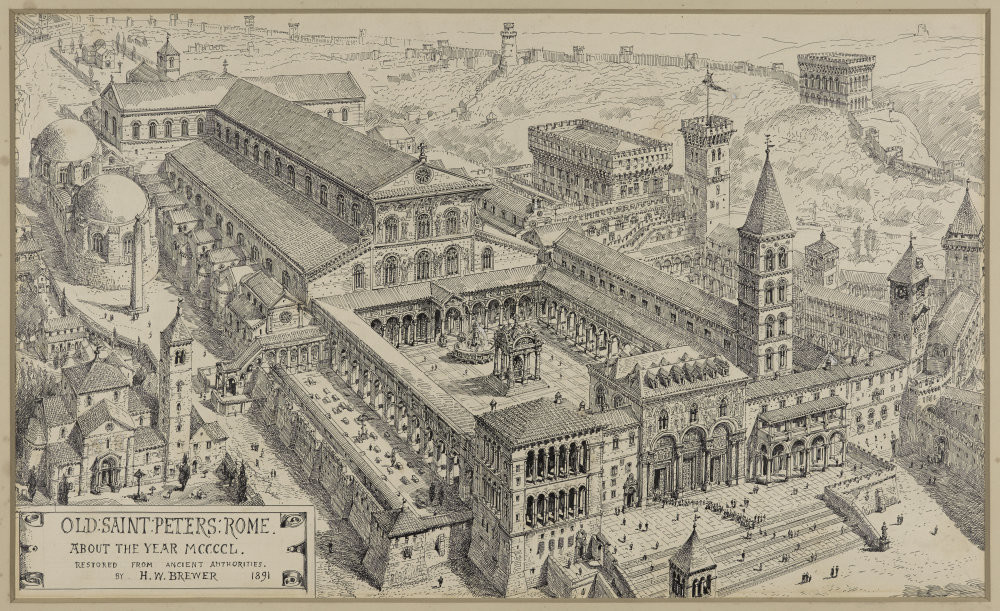
Rekonstrukce původního vzhledu baziliky s obeliskem a kruhovými mauzolei v místě Neronova cirku (Henry William Brewer, 1891)

V polovině 2. století již cirkus nesloužil svému původnímu účelu a pomalu chátral. V jeho severním sousedství však i nadále fungoval hřbitov, který se pomalu začal rozšiřovat do prostoru zanikající arény. Využívali jej pohané i první křesťané. Současně s nimi Vatikánský pahorek navštěvovali vyznavači bohyně Kybelé, jejíž svatyně tu vznikla nejpozději ve 2. století. Ačkoliv dosud nebyl nalezen centrální bod tohoto kultovního místa, jeho existenci dokládají nálezy obětních oltářů v prostoru Vatikánu.
K velké změně došlo po roce 324, kdy byla severní část cirku včetně přilehlého pohřebiště zahrnuta do prostoru, určeného ke stavbě první svatopetrské baziliky nad hrobem sv. Petra. Terén byl před stavbou navýšen až o 3 metry, takže hřbitov zůstal z velké části nepoškozený pod podlahou baziliky.
Pozůstatky Neronova cirku byly dobře patrné ještě na počátku 17. století, než byly zcela převrstveny monumentální, raně barokní přestavbou Svatopetrské baziliky.

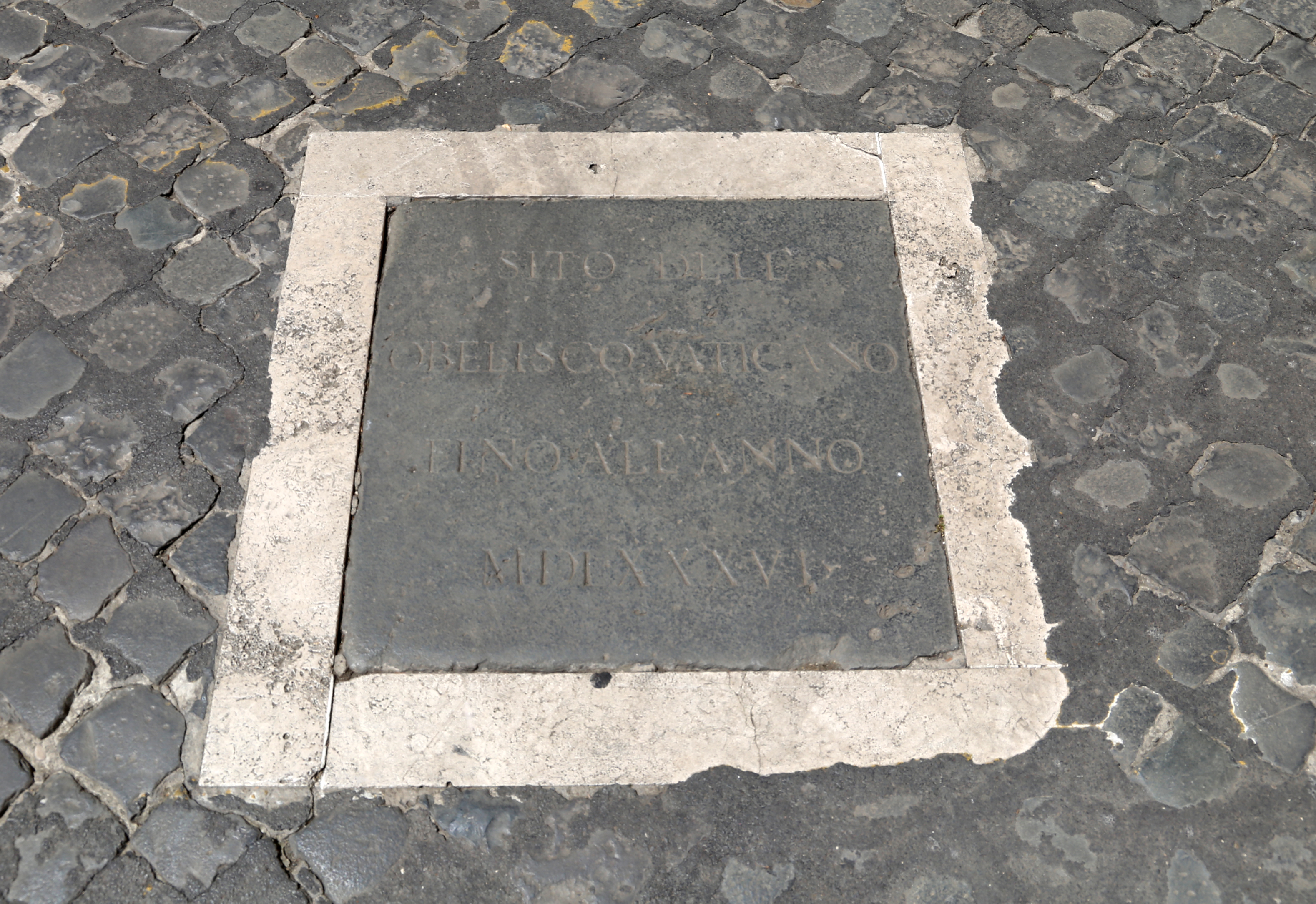
Označení původního umístění obelisku v dlažbě na Piazza dei Protomartiri Romani

## Popis
Cirkus měl podle popisů ze 17. století, kdy byl ještě částečně dochován, šířku nejméně 90 m a délku alespoň 161 m. Jeho delší osa probíhala ve směru východ – západ. Vchod do objektu a stání pro závodící vozy (carceres) se měly nacházet na východě, kde je v nárožích doplňovaly dvě věže. Střed arény (spina) vyznačoval mohutný žulový obelisk, dovezený na příkaz Caliguly z egyptského města Héliopolis (též Iunu). Jedná se o obelisk, který dnes stojí ve středu Svatopetrského náměstí, kam byl přemístěn v roce 1586 na příkaz papeže Sixta V. Místo jeho původního umístění je dosud vyznačeno v dlažbě na Piazza dei Protomartiri jižně od baziliky svatého Petra.

### Související stránky
- Bazilika svatého Petra

- Velký požár Říma
- Svatopetrské náměstí
- Dějiny Vatikánu